# 愛澤 No.1
愛澤No.1（あいざわナンバーワン、1984年2月13日 - ）は、日本のプロレスラー。

## 経歴
石巻専修大学在学中にプロレス研究愛好会で学生プロレスを始める。
2007年6月16日、みちのくプロレス矢巾町民総合体育館大会で相澤孝之として対清水義泰戦でデビュー。
2008年8月、歌舞伎町のホストクラブでホストしていた経験を生かしてリングネームを愛澤No.1に改名。入場時はシャンパンを持参して入場曲の歌詞に合わせて開栓後に観客と乾杯をしてから入場している。
2009年、踵の怪我により欠場。
同年、みちのくプロレスを退団。
2011年、東北楽天ゴールデンイーグルスが開校した楽天イーグルスベースボールスクールのジュニアコーチに就任。
2015年、楽天イーグルスベースボールスクールジュニアコーチの契約満了により退団。
同年、復帰に向けて菊地毅から指導を受ける。
11月28日、全日本プロレスベストウェスタンホテル仙台みちのくホール大会で菊地とタッグを組んで対青木篤志&佐藤光留組戦で復帰戦が行われた。
2016年1月16日、プロレスリングDEWA宮城野区文化センターシアターホール大会のメインイベント「愛澤No.1復活祭! Send off match『RE；START』」で師匠である菊地とシングルマッチが行われて敗れる。
8月14日、KAIENTAI DOJO宮城野区文化センターシアターホール大会に参戦して旭志織の持つUWA世界ミドル級王座に挑戦して敗れる。
2017年1月21日、プロレスリングDEWA宮城野区文化センターシアターホール大会「仙台与太郎狂騒曲」でリングネームを愛澤"バリバリ最強"No.1として横山佳和とタッグを組んで菊地毅&小橋太っ太組と対戦して菊地からハイスクールボーイで勝利。
4月15日、プロレスリングDEWA宮城野区文化センターシアターホール大会「あゝ同期風の桜」でヤマダマンポンドとタッグを組んで菊地毅&小橋太っ太組と対戦して菊地から紅蓮弍式で勝利。
6月8日、プロレスリングDEWAkoboパーク大会「ザ・野球場プロレス」で菊地に勝利してBKF無差別級王座を獲得したが数分後に初防衛に失敗して菊地が新王者になる。

## 得意技
超稲妻蹴（スーパーイナズマキック）
コーナー最上段からジャンプして放つ稲妻レッグラリアット。
直伝・火の玉ボム
火の玉ボムと同型。技名は火の玉ボムの本家である菊地毅から直接伝授されたことが由来。
紅蓮弍式
菊地が公認している変型火の玉ボム。
紅蓮聖天八極式
コーナー最上段から仕掛ける紅蓮弐式。技名はアニメ「コードギアス 反逆のルルーシュ」に登場するナイトメアフレーム（ロボット）「紅蓮聖天八極式」が由来。
直伝・ゼロ戦キック
ゼロ戦キックと同型。ドロップキックを仕掛けるような感じでジャンプしながら体を左方向へと軽く捻って相手に背中を向けた状態になって振り上げた右足の脹脛あたりで相手の顔を蹴り飛ばして自身は腹這いの状態で着地する。技名はゼロ戦キックの本家である菊地から直接伝授されたことが由来。
愛ノ一閃
ロンギヌスの脚と同型。しゃがみ込んでいる相手に自身の体を左方向に傾けながら右足を相手に向かって突き出して右足の裏で相手の顔面を蹴り飛ばす。
トラースキック

## 入場曲
- 初代 : ROLLING 1000 TOON（マキシマム ザ ホルモン）
- 2代目 : LOVEドッきゅん♥（CLUB PRINCE）

## タイトル歴
- BKF無差別級王座